# Église de Tous-les-Saints d'Erfurt
Pour les articles homonymes, voir Église de Tous-les-Saints.
L’église de Tous-les-Saints d'Erfurt (en allemand Allerheiligenkirche)  est une petite église catholique romane des XIIe et XIVe siècles. Elle se trouve à la jonction de la rue de tous les saints et de la rue du Marché dans le centre de Erfurt.
Elle a un plan irrégulier et le plus haut clocher (53 mètres) de la vieille ville médiévale d'Erfurt. Depuis 2007, elle est la première église catholique dans le centre de l'Allemagne qui possède un columbarium.
Sources : 

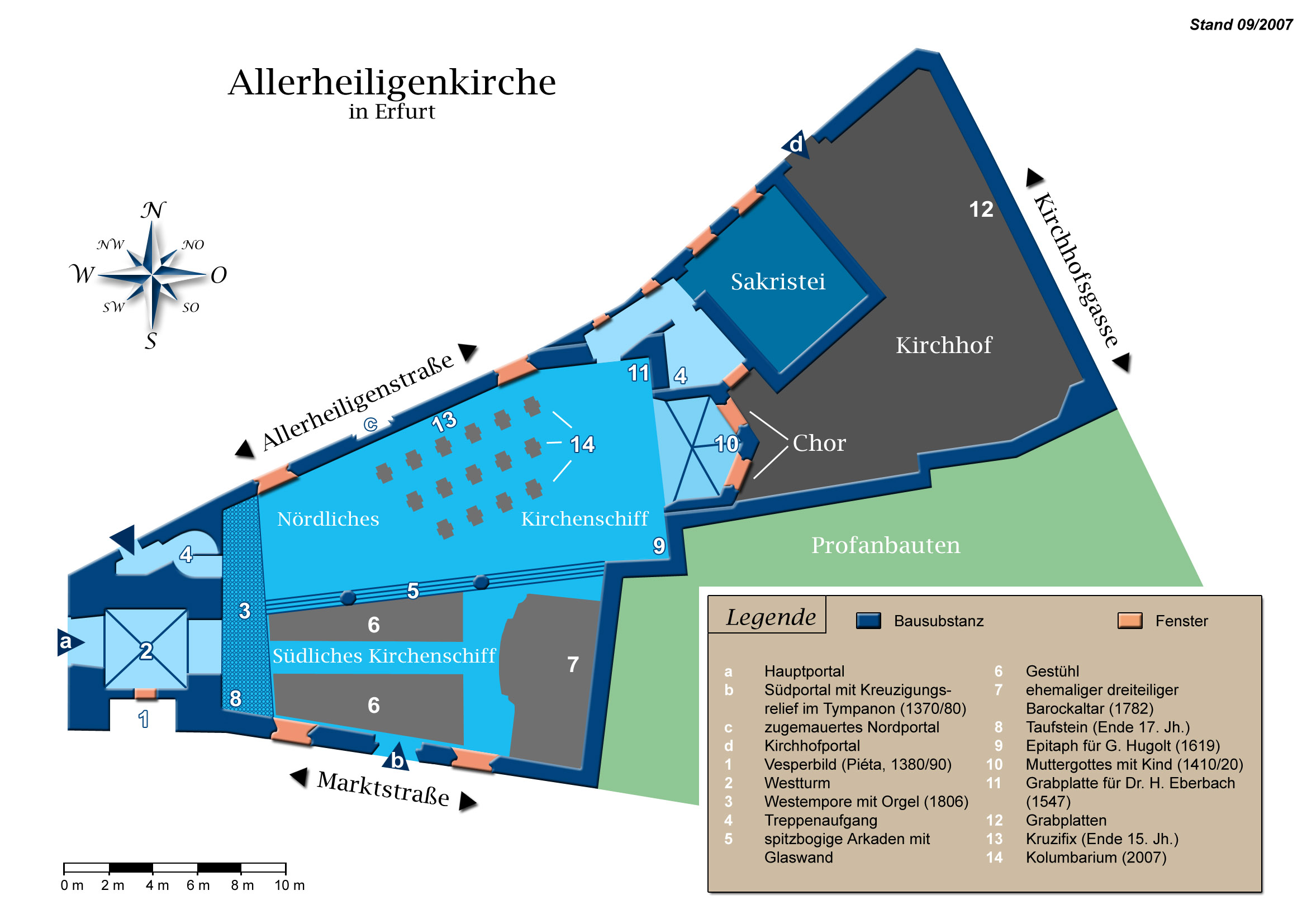
Le plan de l'église

- (de) Cet article est partiellement ou en totalité issu de l’article de Wikipédia en allemand intitulé « Allerheiligenkirche (Erfurt) » (voir la liste des auteurs).